# Metacalypogeia fusca
Metacalypogeia fusca là một loài rêu trong họ Calypogeiaceae. Loài này được Lehm. N. Kitag. mô tả khoa học đầu tiên năm 1988.